# 히프노모나스과
히프노모나스과(Hypnomonadaceae)는 녹조강 클라미도모나스목에 속하는 녹조류과의 하나이다. 3속 3종으로 이루어져 있다.

## 하위 속
- 악티노클로리스속 (Actinochloris) - 최근 악티노클로리스과로 분류[2]
- 글라우코스파이라속 (Glaucosphaera) - 유일종 G. vacuolata, 글라우코스파이라과로 분류[3]
- 히프노모나스속 (Hypnomonas) - 유일종 H. tuberculata
- Kremastochloris - 유일종 K. conus
- Nautococcopsis - 유일종 N. constricta